# Hyper-masculinité
L'hyper-masculinité est un terme psychologique qui désigne l'exagération du comportement masculin stéréotypé tel que l'importance donnée à la force physique, l'agressivité et la sexualité. Ce terme a été utilisé de manière péjorative par les spécialistes.

## Études
L'une des premières études sur l'hyper-masculinité a été menée par Donald L. Mosher et Mark Sirkin en 1984. Mosher et Sirkin ont défini de manière opérationnelle l'hyper-masculinité ou la « personnalité macho » par 3 variables :
- des attitudes sexuelles rudes envers les femmes ;
- la croyance que la violence est masculine ;
- l'expérience du danger comme excitante.

Ils ont développé le Hypermasculinity Inventory (HMI) conçu pour mesurer les trois éléments. La recherche a montré que l'hyper-masculinité est associée à la violence contre les femmes,. Les prisonniers ont un taux d'hyper-masculinité plus haut que celui des groupes contrôlés.

## Hyper-masculinité et développement fœtal
La longueur des doigts (particulièrement celle de l'annulaire et de l'index) a été mis en relation avec des hauts et bas niveaux d'androgène fœtal. Ces ratios digitaux (indice 2D:4D ou indice de Manning) ont pris une grande place dans les recherches les plus récentes sur le sujet. Les relations 2D:4D sont liées à différentes quantités de testostérone prénatale. On croit généralement qu'avoir un index plus petit que l'annulaire correspond à un niveau d'androgène prénatal plus élevé. Des ratios particulièrement masculins sont liés à une hétérosexualité masculine, la criminalité, des troubles déficitaires de l'attention et des troubles du spectre autistique.
Même si ces résultats sont plus significatifs chez les hommes, plusieurs études laissent à penser que de nouvelles recherches sur les effets de ces niveaux d'hormone chez la femme assignée seraient utiles pour comprendre entièrement ce phénomène. Il a été découvert que différents niveaux d'androgènes prénataux ajustent un raisonnement moral. En moyenne, les femmes à qui il a été administré de la testostérone exogène font preuve d'une préférence des jugements utilitaires aux jugements déontologiques. Cet effet est cependant inversé chez les femmes dont les ratios de longueur de doigt sont accordés à une haute exposition de testostérone prénatale. Des échantillons d'activistes féministes en Suède et en Autriche ont montré des ratios particulièrement masculins en comparaison à ceux de la moyenne des femmes.

## Hyper-masculinité et émotion
Alors que l'identification populaire des traits masculins a tendance à tourner autour d'aspects physiques extérieurs de violence, danger et agression sexuelle, beaucoup moins de considération est donnée aux caractéristiques émotionnelles qui définissent les hommes dits « hyper-masculins ». Les attitudes hyper-masculines peuvent aussi inclure un contrôle émotionnel de soi-même comme un signe de dureté. Pour être émotionnellement endurci ou indifférent, spécialement envers les femmes, c'est faire preuve de ce que Thomas Scheff appelle le « caractère » — sang-froid et impassibilité en période de grand stress ou d'émotion. Scheff dit du stoïcisme hyper-masculin : « ce sont les hommes masculins qui ont du « caractère ». Un homme avec du caractère qui ne se met pas à pleurer sous la pression ou pleurnicher comme le ferait une femme ou un enfant ».
Le contrôle émotionnel que les hommes s'imposent a également grandement affecté les conditions dans lesquelles ils communiquent avec les femmes. Ben-Zeev, Scharnetzki, Chan et Dennehy (2012) ont écrit dans une récente étude montrant de nombreux hommes évitant délibérément des comportements et des attitudes telles que la compassion, l'expression d'émotions, jugeant ces traits féminins et les rejetant tous ensemble. Scheff ajoute : « Le modèle de l'hyper-masculinité amène à la compétition plutôt qu'à la connexion entre les personnes ». Dans le contexte de la communication intime ou émotionnelle (surtout lors des confrontations) avec les femmes, le mâle masculin se retire émotionnellement, refusant de s'engager dans ce qui est appelé la communication affective (Scheff). Dans une étude similaire sur les comportements de communication affective, le contraste des genres — la négation délibérée et subconsciente d'un genre du comportement de l'autre — était bien plus évident parmi les jeunes garçons utilisés pour le test que parmi les jeunes filles. 
Scheff discute des cas où se manifeste cette insistance sur l'indifférence émotionnelle dans les définitions physiques de l'hyper-masculinité : « réprimer l'amour et les émotions vulnérables (le deuil, la peur et la honte, cette dernière dans des sentiments de rejet ou de coupure) amène soit d'un côté au silence ou au retrait, soit d'un autre côté à exprimer de la colère (hostilité évidente). Le sang-froid et le calme de l'hyper-masculinité semblent être une recette pour le silence et la violence ».

## Dans les médias visuels
Ben-Zeev, Scharnetzki, Chang et Dennehy désignent les images dans les médias comme le facteur le plus important qui influence le comportement hyper-masculin, et disent : « Après tout, les médias ne reflètent pas seulement les normes culturelles mais peuvent également transformer la réalité sociale ». Ceci est basé sur le fait que des éléments physiques et émotionnels de comportement hypermasculin sont régulièrement présents dans la publicité, les films hollywoodiens et même dans les jeux vidéo à travers l'emploi d'un imaginaire très fort : des hommes musclés dominant des femmes dans les publicités, des acteurs jouant des personnages masculins loyaux qui ne jouent pas le jeu émotionnel avec leur homologue féminin et d'innombrables jeux vidéo dont le scénario est uniquement basé sur la violence. L'omniprésence de ces images au quotidien a posé les bases de la construction d'un système de reproductions (consciente ou inconsciente) des valeurs qu'ils perpétuent pour les hommes tout comme pour les femmes (Ben-Zeev et al.). 
Brian Krans décrit les résultats de l'étude dans laquelle les publicités dans les magazines pour hommes sont faites pour le charme hyper-masculin : « l'équipe a trouvé qu'au moins une variable d'hyper-masculinité apparaissait dans 56 % des 527 publicités qu'ils ont identifiées. Certaines publicités de magazines incluent des messages d'hyper-masculinité 90 % du temps ». Krans explique que les chercheurs sont inquiets au sujet de telles publicités, visant généralement un jeune public masculin, qui jouent un rôle majeur dans la formation des attitudes envers le genre, encore en pleine formation, de ces jeunes hommes. 
Dans l'industrie du jeu, l'expérience de l'hyper-masculinité se fait en majorité à travers le fantastique et les situations violentes souvent présentes, ainsi qu'à travers les dessins types et les traits de caractères des personnages, souvent bien bâtis, puissants, téméraires, plein de bravoure et souvent armés. « Le choix dans les personnages féminins et leurs actions dans le jeu laisse aux femmes peu d'options non sexistes », tandis que les personnages féminins, comme Lara Croft, ne sont que l'illusion d'une émancipation féminine et ne servent qu'à satisfaire le regard des hommes.
Les styles hypermasculins dans la culture homosexuelle mâle sont prépondérants parmi les groupes disco homosexuels dans années 70 comme les Village People, et sont présents dans la sous-culture homosexuelle Bondage et discipline, domination et soumission, sado-masochisme dépeinte dans le film La chasse (1980). Le terme « hypermasculin » définit aussi un style d'art érotique dans lequel les muscles, pénis et testicules des personnages masculins sont représentés anormalement larges et saillants. Tom of Finland et Gengoroh Tagame font partie des artistes exploitant les types d'hypermasculinité.

## Effets sur les femmes
L'influence des médias dans le déclenchement de comportements de genre est particulièrement fort chez les femmes. De la même façon que le consommateur masculin cherche à se conformer aux caractéristiques physiques et émotionnelles prescrites par les stéréotypes dans les médias visuels, les femmes aussi ont tendance à tomber dans le piège du conformisme aux normes sociales créées. Seuls les médias les encouragent à remplir le rôle de femmes soumises et asservies dépeint dans les publicités ; en d'autres termes, le système force les femmes à assumer leur rôle de point de convergence de la violence et du comportement sexuel rude des hommes. « Les publicités montrant les hommes aussi violents (en particulier envers les femmes) est dérangeant parce que les portraits des genres dans ces publicités font plus que vendre des produits. Ils perpétuent également les stéréotypes et montrent des normes comportementales pour les hommes et les femmes. »
Scheff a observé une autre façon étrange dont la perpétuation des rôles des genres a adopté un modèle cyclique : la peur de la victimisation physique chez les femmes a grandi à un tel niveau que beaucoup de femmes vont chercher la protection d'hommes qui affichent des traits hyper-masculins. De cette façon, les femmes se réfugient derrière le comportement hyper-masculin, à l'abri de la peur d'un autre.

## Effets sur la communauté noire aux États-Unis
Dans son livre Soul Babies: Black Popular Culture and the Post-Soul Aesthetic paru en 2002, Mark Anthony Neal explique que la masculinité noire est devenue synonyme d'une identité noire unifiée pendant le mouvement afro-américain des droits civiques. Neal affirme que l'hyper-masculinité était traduite par la violence au sein de la communauté noire pour protéger de la violence de l'Amérique blanche dirigée vers la communauté noire. Les homosexuels noirs et les femmes étaient parfois censurés tout simplement pour fusionner l'identité noire avec la masculinité. Huey P. Newton, dans un effort pour améliorer les relations, a écrit un essai en faveur d'une alliance forte entre les organisations politiques noires, les femmes et les membres homosexuels de leur communauté. En cela, il a admis que la popularité de l'hyper-masculinité conduit à une tendance violente et réduit au silence les femmes et les hommes homosexuels, ce qui a empêché ces personnes mises à l'écart de devenir membres de l'identité noire.
Dans les livres tels que Platitudes de Trey Ellis et The Brief and Wondrous Life of Oscar Wao de Junot Diaz, on constate que les effets continus sur la communauté noire pour arriver à un certain standard d'hyper-masculinité a exploité la communauté par des forces extérieures. Earle et Oscar sont des représentations de la nouvelle esthétique noire mais restent cependant hypersexualisés et masculinisés. Post-Soul Aesthetic de Neal montre l'urgence d'une identité noire plus ouverte qui n'encourage pas les mises à l'écart de membres déjà opprimés de la communauté noire et qui sépare de la nature qui créé des divisions ce que l'hyper-masculinité culturelle a apporté. 